# 애수의 소야곡
〈애수의 소야곡(哀愁의 小夜曲)〉은 1937년 말에 발표된 일제강점기의 트로트 곡이다. 후에 '가요 황제'로 불리게 되는 남인수의 출세작이자 대표곡으로 유명하다.
박시춘 작곡, 이부풍 작사의 노래다. 박시춘은 남인수가 1936년 불렀던 〈눈물의 해협〉을 이부풍의 노랫말로 개사한 후 재취입하도록 하여 국민적 히트를 기록했다. 이후 대한민국 광복 이후까지 다수의 히트곡을 낸 박시춘-남인수 콤비가 처음 만나 큰 성공을 거둔 노래이며, 일제 강점기 최고 인기의 음반 회사 중 하나인 오케레코드는 이 곡을 계기로 전성기를 구가했다.
"운다고 옛 사랑이 오리오마는"으로 시작되는 이 노래의 가사는 떠나간 연인을 그리면서 우수에 젖어 있는 체념적인 내용이다. 서정적인 가사와 고요하고도 애절한 가락이 남인수 특유의 미성과 잘 어우러져 오랫동안 사랑받고 있다. 1962년 40대 중반의 나이로 사망한 남인수의 장례식에서도 〈애수의 소야곡〉 연주곡이 장송곡으로 쓰였다.
같은 멜로디로 현해탄의 이별을 다룬 〈눈물의 해협〉은 남인수가 강문수라는 이름으로 부른 데뷔곡이었는데, 시에론레코드를 통해 발매되었으나 히트하지 못했기 때문에 가사만 바꾼 노래가 성공한 이례적인 예로 남아 있다.
재일교포 박찬호가 지은 《한국가요사》에서 〈목포의 눈물〉등과 함께 1930년대를 대표하는 노래 10곡 중 하나로 선정되었다. 이 시기에 사랑받은 노래로는 드물게 식민지의 설움과 시대적 아픔보다는 남녀간의 사랑에 초점을 맞춘 노래로 꼽힌다.

## 참고자료
- 이동순 (2007년 7월 12일). “[이동순의 가요이야기 .10] 가요 황제'로 불린 가수 남인수”. 영남일보. 2008년 2월 9일에 확인함. |제목=에 지움 문자가 있음(위치 1) (도움말)[깨진 링크(과거 내용 찾기)]
- 이근태. “가요 황제 남인수”. 가요114. 2007년 1월 9일에 원본 문서에서 보존된 문서. 2008년 2월 9일에 확인함.